# Pferdesportverband Hessen
Der Pferdesportverband Hessen e.V. (PSVH) ist der Dachverband für Reiten, Fahren und Voltigieren im Hessen. 
Der 1957 gegründete Verband hat seinen Sitz beim Hessischen Landgestüt in Dillenburg. Dort befindet sich auch die Landes Reit- und Fahrschule. Im Jahre 2012 gehörten ihm Pferdesportvereine in 19 Kreis- bzw. Bezirksreiterbünden an, mit insgesamt rund 71.080 organisierten Mitgliedern. Damit ist der PSVH der achtgrößte hessische Sportdachverband. Darüber hinaus gehören dem PSVH 425 Pferdebetriebe an.
Der PSVH ist organisiert im bundesdeutschen Dachverband Deutsche Reiterliche Vereinigung (FN) und im Landessportbund Hessen.

## Geschichte
Der Verein wurde durch Zusammenschluss der bis dahin beiden selbständigen Verbände Verband der Reit- und Fahrvereine Hessen-Nassau (Südhessen) und Verband der Reit- und Fahrvereine in Kurhessen-Waldeck (Nordhessen) als Dachverband gegründet. Die bisherigen Verbände bestehen als Regionalverbände weiter. Bei Vereinsgründung 1957 gehörten dem Verein etwa 7200 Mitglieder an.
Die Gründung fiel in die Übergangsphase von landwirtschaftlicher zur sportorientierten Pferdezucht. Während die Gesamtzahl der Pferde kontinuierlich sank, erhöhte sich der Anteil der organisierten Reiter. Bei Züchtern und Haltern führte der Trend zum Sportpferd zur Verstärkten Zucht von Warmblüter gegenüber Kaltblutpferden. Ebenfalls begleitet der Verband die Errichtung von Anlagen für Pferdesport, wie Reithallen.
Für die zunehmende Professionalisierung wurde 1969 die Errichtung von Leistungszentren in Dillenburg, Kassel und Darmstadt beschlossen. Seit 1970 stieg die Zahl der Pferde in Hessen wieder an. Waren 1970 nur 22.116 Pferde erfasst, sind es aktuell 60.439. Bis zum Jahr 1991 war der Verein Mitausrichter des Internationalen Festhallen-Reitturniers Frankfurt.

## Aufgaben
Arbeitsgebiet des PSVH ist die Organisation des Pferdesports als Turnier- und Breitensport sowie Pferdehaltung. Wichtig sind dabei auch die reiterliche Aus- und Fortbildung sowie die Beratung der Mitglieder. Weitere Aufgabenbereiche ergeben sich daraus: Veterinärmedizin, Tierschutz, Unterstützung von Wettbewerben, Bekämpfung des Doping Interessenvertretung der Pferdesportler (Reitrecht) und Landschaftsschutz.
Turnierdisziplinen innerhalb des PSVH sind:
- Dressurreiten/Springreiten
- Vielseitigkeitsreiten
- Voltigieren
- Fahren

Daneben bemüht sich der Verein um das therapeutische Reiten und Reiten als Schulsport.